# Euploea nicaias
Euploea nicaias är en fjärilsart som beskrevs av Hans Fruhstorfer 1911. Euploea nicaias ingår i släktet Euploea och familjen praktfjärilar. Inga underarter finns listade i Catalogue of Life.